# Grace Van Dien

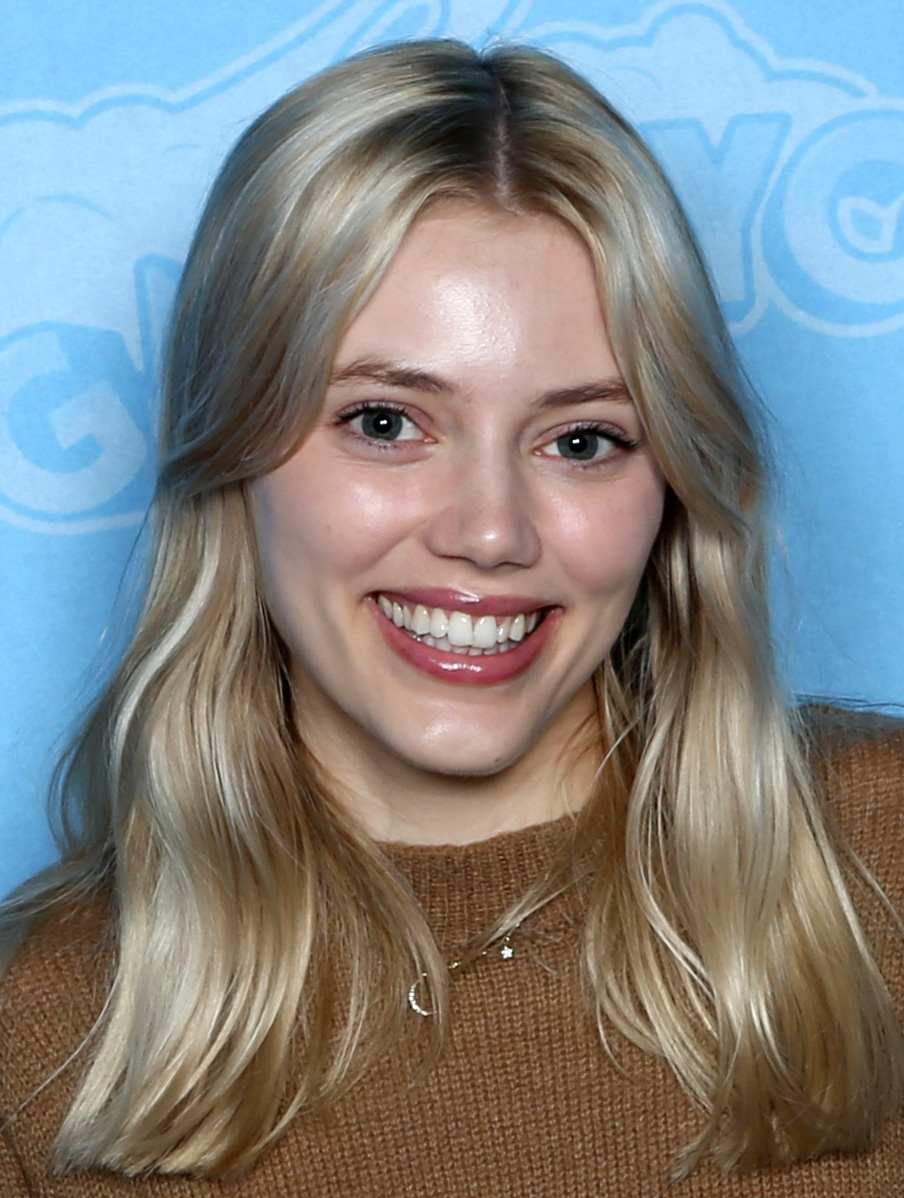
Grace Van Dien

Caroline Dorothy Grace „Gracie“ Van Dien (* 15. Oktober 1996 in Los Angeles, Kalifornien) ist eine US-amerikanische Schauspielerin.

## Leben
Van Dien stammt aus der Schauspielerfamilie Mitchum und ist die Tochter von Casper Van Dien und Carrie Mitchum. Ihr Urgroßvater war Robert Mitchum, ihr Großvater ist Christopher Mitchum. 2014 übernahm sie im Film The Legend of Sleeping Beauty – Dornröschen die Hauptrolle, Regie führte ihr Vater. Nach Nebenrollen in Low-Budget-Filmen wie San Andreas Quake – Los Angeles am Abgrund und Fire Twister – Feuerhölle L.A. im Jahr 2015, verkörperte sie von 2017 bis 2019 die Rolle der Brooke Osmond in der Fernsehserie Greenhouse Academy, bevor die Rolle von Danika Yarosh übernommen und fortgesetzt wurde. 2018 verkörperte sie die historische Rolle der Sharon Tate in Charlie Says. 2019 war sie in der Rolle der Katie Campbell in der Fernsehserie The Village zu sehen. 2020 folgten kleinere Rollen in mehreren Spielfilmen. 2020 spielte sie auch die Hauptrolle der 16-jährigen Rennfahrerin Ellie Lansing im Film Lady Driver – Mit voller Fahrt ins Leben. 2022 hatte sie eine Rolle als Schülerin Chrissy in der Netflix-Serie Stranger Things.

## Filmografie (Auswahl)
- 2010: Ein Hund rettet die Weihnachtsferien (The Dog Who Saved Christmas Vacation, Fernsehfilm)
- 2012: Christmas Twister (Fernsehfilm)
- 2014: The Legend of Sleeping Beauty – Dornröschen (Sleeping Beauty)
- 2015: San Andreas Quake – Los Angeles am Abgrund (San Andreas Quake)
- 2015: Fire Twister – Feuerhölle L.A. (Fire Twister)
- 2015: Code Black (Fernsehserie, Episode 1x03)
- 2016: Leap
- 2016: Storage Locker 181
- 2016: Shit Kids (Kurzfilm)
- 2016: Patient 7
- 2016: The Bad Twin (Fernsehfilm)
- 2016: Max (Fernsehfilm)
- 2017: Escaping Dad (Fernsehfilm)
- 2017: Awaken the Shadowman
- 2017: White Famous (Fernsehserie, 2 Episoden)
- 2017–2019: Greenhouse Academy (Fernsehserie, 25 Episoden)
- 2018: Charlie Says
- 2019: What Just Happened??! (Fernsehserie, Episode 1x09)
- 2019: The Village (Fernsehserie, 10 Episoden)
- 2019: The Rookie (Fernsehserie, Episode 2x05)
- 2020: Hope Ranch (Riding Faith)
- 2020: Lady Driver – Mit voller Fahrt ins Leben (Lady Driver)
- 2020: The Binge
- 2020: Monsters and Muses (Kurzfilm)
- 2021: Immoral Compass (Fernsehserie, Episode 1x04)
- 2022: The Fix
- 2022: Julius Caesar Live!
- 2022: V for Vengeance
- 2022: Stranger Things (Fernsehserie, 3 Episoden)
- 2022: What Comes Around
- 2022: BlackBoxTV Presents: Scream Park (Fernsehserie)
- 2023: QTC's Murder Mystery (Fernsehserie, Episode 1x02)
- 2024: Somnium
- 2024: The Fix
- 2024: Silver Star
- 2025: Redux Redux